# Państwa formalnie uznające niepodległość Kosowa
Państwa formalnie uznające niepodległość Kosowa – niepodległe państwa i inne podmioty prawa międzynarodowego, które uznają jednostronnie ogłoszoną 17 lutego 2008 niepodległość Republiki Kosowa.

## Podstawa prawna
Zgodnie z teorią prawa międzynarodowego formalne uznanie państwa jest aktem permanentnym i nieodwracalnym, jednak w praktyce przypadki cofnięcia uznania są spotykane.
Zgodnie z rezolucją 1244 Rady Bezpieczeństwa ONZ na terytorium Kosowa działa również de iure lokalna misja administracyjna Organizacji Narodów Zjednoczonych, znana pod jej anglojęzycznym skrótowcem UNMIK. UNMIK uzupełnia miejscowy rząd państwowy, czyli konstytucyjnie opartą, demokratyczną, wieloetniczną administrację Republiki Kosowa, przede wszystkim na arenie międzynarodowej, kiedy administracja Kosowa jest postrzegana jako nieuprawniona, oraz wewnętrznie na terytorium Kosowa, oferując legalny mechanizm sądowniczy instancji terenowej i odwoławczej dla rozmaitych mniejszości narodowych, szczególnie serbskiej oraz tego samego dla gospodarczych czy polityczno-administracyjnych podmiotów obcych.
Od grudnia 2008 w Kosowie działa także inna administracja, docelowo mającą zastąpić UNMIK, specjalna misja policyjna Unii Europejskiej, powszechnie znana pod anglojęzycznym skrótowcem EULEX. Aby EULEX prawnie zastąpił UNMIK, potrzebny jest brak sprzeciwu w Radzie Bezpieczeństwa reprezentanta Rosji.

## Państwa uznające Kosowo
17 lutego 2008 Republika Kosowa ogłosiła jednostronnie niepodległość od Serbii. Nowe państwo zostało uznane przez Stany Zjednoczone i przeważającą większość państw członkowskich Unii Europejskiej oraz NATO.
W lutym 2018 od 112 do 115 niepodległych krajów oraz 4 inne podmioty prawa międzynarodowego uznawały niepodległość Kosowa.
Na dzień 16 kwietnia 2025 108 niepodległych krajów oraz 4 innych podmiotów prawa międzynarodowego ze 193 państw członkowskich ONZ uznaje niepodległość Kosowa, 22 z 27 Unii Europejskiej i 28 z 32 NATO. Uznanie zostało cofnięte przez Burundi, Papuę-Nową Gwineę, Dominikę, Wyspy Salomona, Madagaskar, Togo oraz Republikę Środkowoafrykańską. 13 listopada 2019 roku Nauru wycofało się z uznania niepodległości Kosowa

### Państwa członkowskie ONZ
|     | Państwo                      | Data uznania Kosowa | Status wzajemnych stosunków dyplomatycznych                                                | Ważniejsze członkostwa międzynarodowe                                                                     |
| --- | ---------------------------- | ------------------- | ------------------------------------------------------------------------------------------ | --- |
| 1   | Afganistan                   | 2008-02-18          |                                                                                            | |
| 2   | Kostaryka                    | 2008-02-18          |                                                                                            | niestały członek Rady Bezpieczeństwa ONZ w chwili deklaracji Kosowa                                       |
| 3   | Albania                      | 2008-02-18          | Ambasada Albanii w Prisztinie od 19 lutego 2008 Ambasada Kosowa w Tiranie                  | członek NATO                                                                                              |
| 4   | Francja                      | 2008-02-18          | Ambasada Francji w Prisztinie Ambasada Kosowa w Paryżu (zapowiedziana)                     | stały członek RB ONZ członek UE członek NATO                                                              |
| 5   | Turcja                       | 2008-02-18          | Ambasada Turcji w Prisztinie Ambasada Kosowa w Ankarze                                     | członek NATO                                                                                              |
| 6   | Stany Zjednoczone            | 2008-02-18          | Ambasada USA w Prisztinie Ambasada Kosowa w Waszyngtonie (zapowiedziana)                   | stały członek RB ONZ członek NATO                                                                         |
| 7   | Wielka Brytania              | 2008-02-18          | Ambasada w Prisztinie od 5 marca 2008 Ambasada Kosowa w Londynie (zapowiedziana)           | stały członek RB ONZ członek NATO                                                                         |
| 8   | Australia                    | 2008-02-19          |                                                                                            | |
| 9   | Senegal                      | 2008-02-19          |                                                                                            | |
| 10  | Łotwa                        | 2008-02-20          | Łotwa i Republika Kosowa nawiązały stosunki dyplomatyczne 10 czerwca 2008                  | członek UE członek NATO                                                                                   |
| 11  | Niemcy                       | 2008-02-20          | Ambasada Niemiec w Prisztinie od 27 lutego 2008 Ambasada Kosowa w Berlinie (zapowiedziana) | członek UE członek NATO                                                                                   |
| 12  | Estonia                      | 2008-02-21          | Estonia i Republika Kosowa nawiązały stosunki dyplomatyczne w Tallinnie 24 kwietnia 2008   | członek UE członek NATO                                                                                   |
| 13  | Włochy                       | 2008-02-21          | Ambasada w Prisztinie od 15 maja 2008 Ambasada Kosowa w Rzymie (zapowiedziana)             | członek UE niestały członek RB ONZ w chwili deklaracji Kosowa członek NATO                                |
| 14  | Dania                        | 2008-02-21          | Ambasador Danii akredytowany w Kosowie, podlega ambasadzie w Wiedniu, od 6 marca 2008      | członek UE członek NATO                                                                                   |
| 15  | Luksemburg                   | 2008-02-21          | Luksemburskie Biuro Niższego Szczebla w Prisztinie                                         | członek UE członek NATO                                                                                   |
| 16  | Peru                         | 2008-02-22          |                                                                                            | |
| 17  | Belgia                       | 2008-02-24          | Belgijskie Biuro Niższego Szczebla w Prisztinie Ambasada Kosowa w Brukseli (zapowiedziana) | członek UE niestały członek RB ONZ w chwili deklaracji Kosowa członek NATO                                |
| 18  | Polska                       | 2008-02-26          |                                                                                            | członek UE członek NATO                                                                                   |
| 19  | Szwajcaria                   | 2008-02-27          | Ambasada Szwajcarii w Prisztinie od 28 marca 2008 Ambasada Kosowa w Bernie (zapowiedziana) | |
| 20  | Austria                      | 2008-02-28          | Ambasada Austrii w Prisztinie od 20 marca 2008 Ambasada Kosowa w Wiedniu                   | członek UE                                                                                                |
| 21  | Irlandia                     | 2008-02-29          |                                                                                            | członek UE                                                                                                |
| 22  | Szwecja                      | 2008-03-04          | Szwedzkie Biuro Niższego Szczebla w Prisztinie, podlega ambasadzie w Skopje                | członek UE członek NATO                                                                                   |
| 23  | Holandia                     | 2008-03-04          | Ambasada Królestwa Niderlandów w Prisztinie od 27 czerwca 2008                             | członek UE członek NATO                                                                                   |
| 24  | Islandia                     | 2008-03-05          |                                                                                            | członek NATO                                                                                              |
| 25  | Słowenia                     | 2008-03-05          | Ambasada Słowenii w Prisztinie od 15 maja 2008                                             | członek UE Państwo sprawujące prezydenturę Rady Unii Europejskiej w chwili deklaracji Kosowa członek NATO |
| 26  | Finlandia                    | 2008-03-07          | Ambasada Finlandii w Prisztinie                                                            | członek UE członek NATO                                                                                   |
| 27  | Japonia                      | 2008-03-18          |                                                                                            | |
| 28  | Kanada                       | 2008-03-18          |                                                                                            | członek NATO                                                                                              |
| 29  | Monako                       | 2008-03-19          |                                                                                            | |
| 30  | Węgry                        | 2008-03-19          | Ambasada Węgier w Prisztinie                                                               | członek UE członek NATO                                                                                   |
| 31  | Chorwacja                    | 2008-03-19          | Ambasada Chorwacji w Prisztinie (zapowiedziana)                                            | członek UE niestały członek RB ONZ w chwili deklaracji Kosowa członek NATO                                |
| 32  | Bułgaria                     | 2008-03-20          | Bułgarska ambasada w Prisztinie                                                            | członek UE członek NATO                                                                                   |
| 33  | Liechtenstein                | 2008-03-25          | Interesy Liechtensteinu reprezentowane są przez ambasadę szwajcarską                       | |
| 34  | Korea Południowa             | 2008-03-28          |                                                                                            | |
| 35  | Norwegia                     | 2008-03-28          | Ambasada Norwegii w Prisztinie                                                             | członek NATO                                                                                              |
| 36  | Wyspy Marshalla              | 2008-04-17          |                                                                                            | |
| 37  | Burkina Faso                 | 2008-04-24          |                                                                                            | niestały członek RB ONZ w chwili deklaracji Kosowa                                                        |
| 38  | Litwa                        | 2008-05-06          | Stosunki dyplomatyczne z Kosowem nawiązane 2008-09-01                                      | członek UE członek NATO                                                                                   |
| 39  | San Marino                   | 2008-05-11          |                                                                                            | |
| 40  | Czechy                       | 2008-05-21          | Ambasada Republiki Czeskiej w Prisztinie od 16 lipca 2008 (bez ambasadora)                 | członek UE członek NATO                                                                                   |
| 41  | Liberia                      | 2008-05-30          |                                                                                            | |
| 42  | Sierra Leone                 | 2008-06-11          |                                                                                            | |
| 43  | Kolumbia                     | 2008-08-06          |                                                                                            | |
| 44  | Belize                       | 2008-08-07          |                                                                                            | |
| 45  | Malta                        | 2008-08-21          |                                                                                            | członek UE                                                                                                |
| 46  | Samoa                        | 2008-09-15          |                                                                                            | |
| 47  | Portugalia                   | 2008-10-07          |                                                                                            | członek UE członek NATO                                                                                   |
| 48  | Czarnogóra                   | 2008-10-09          |                                                                                            | członek NATO                                                                                              |
| 49  | Macedonia Północna           | 2008-10-09          | Stosunki dyplomatyczne zostały nawiązane pod koniec października 2008                      | członek NATO                                                                                              |
| 50  | Zjednoczone Emiraty Arabskie | 2008-10-14          |                                                                                            | |
| 51  | Malezja                      | 2008-10-30          | Biuro Niższego Szczebla Malezji w Prisztinie                                               | |
| 52  | Mikronezja                   | 2008-12-05          |                                                                                            | |
| 53  | Panama                       | 2009-01-16          |                                                                                            | |
| 54  | Malediwy                     | 2009-02-19          |                                                                                            | |
| 55  | Palau                        | 2009-03-06          |                                                                                            | |
| 56  | Gambia                       | 2009-04-07          |                                                                                            | |
| 57  | Arabia Saudyjska             | 2009-04-20          |                                                                                            | |
| 58  | Komory                       | 2009-05-14          |                                                                                            | |
| 59  | Bahrajn                      | 2009-05-19          |                                                                                            | |
| 60  | Jordania                     | 2009-07-07          |                                                                                            | |
| 61  | Dominikana                   | 2009-07-10          |                                                                                            | |
| 62  | Nowa Zelandia                | 2009-11-09          | Stosunki dyplomatyczne zostały nawiązane 9 listopada 2009                                  | |
| 63  | Malawi                       | 2009-12-14          |                                                                                            | |
| 64  | Mauretania                   | 2010-01-12          | Stosunki dyplomatyczne zostały nawiązane 12 stycznia 2010                                  | |
| 65  | Eswatini                     | 2010-04-12          |                                                                                            | |
| 66  | Vanuatu                      | 2010-04-28          |                                                                                            | |
| 67  | Dżibuti                      | 2010-05-08          |                                                                                            | |
| 68  | Somalia                      | 2010-05-19          |                                                                                            | |
| 69  | Honduras                     | 2010-09-03          |                                                                                            | |
| 70  | Kiribati                     | 2010-10-21          |                                                                                            | |
| 71  | Tuvalu                       | 2010-11-18          |                                                                                            | |
| 72  | Katar                        | 2011-01-04          |                                                                                            | |
| 73  | Gwinea Bissau                | 2011-01-10          |                                                                                            | |
| 74  | Oman                         | 2011-02-04          | Stosunki dyplomatyczne zostały nawiązane 4 lutego 2011                                     | |
| 75  | Andora                       | 2011-06-08          |                                                                                            | |
| 76  | Gwinea                       | 2011-08-12          |                                                                                            | |
| 77  | Niger                        | 2011-08-16          |                                                                                            | |
| 78  | Benin                        | 2011-08-18          |                                                                                            | |
| 79  | Saint Lucia                  | 2011-08-19          |                                                                                            | |
| 80  | Gabon                        | 2011-09-09          |                                                                                            | |
| 81  | Wybrzeże Kości Słoniowej     | 2011-09-21          |                                                                                            | |
| 82  | Kuwejt                       | 2011-10-11          |                                                                                            | |
| 83  | Ghana                        | 2012-01-23          |                                                                                            | |
| 84  | Haiti                        | 2012-02-10          |                                                                                            | |
| 85  | Brunei                       | 2012-04-25          |                                                                                            | |
| 86  | Czad                         | 2012-06-01          |                                                                                            | |
| 87  | Timor Wschodni               | 2012-09-20          |                                                                                            | |
| 88  | Fidżi                        | 2012-11-19          |                                                                                            | |
| 89  | Saint Kitts i Nevis          | 2012-11-28          |                                                                                            | |
| 90  | Pakistan                     | 2012-12-21          |                                                                                            | niestały członek RB ONZ w chwili deklaracji Kosowa                                                        |
| 91  | Tanzania                     | 2013-05-29          |                                                                                            | |
| 92  | Gujana                       | 2013-06-13          |                                                                                            | |
| 93  | Jemen                        | 2013-06-11          |                                                                                            | |
| 94  | Egipt                        | 2013-06-26          |                                                                                            | |
| 95  | Tajlandia                    | 2013-09-24          |                                                                                            | |
| 96  | Grenada                      | 2013-09-25          |                                                                                            | |
| 97  | Libia                        | 2013-09-25          |                                                                                            | |
| 98  | Tonga                        | 2014-01-15          |                                                                                            | |
| 99  | Lesotho                      | 2014-02-11          |                                                                                            | |
| 100 | Salwador                     | 2014-10-18          |                                                                                            | |
| 101 | Antigua i Barbuda            | 2015-05-20          |                                                                                            | |
| 102 | Surinam                      | 2016-07-08          |                                                                                            | |
| 103 | Singapur                     | 2016-12-01          |                                                                                            | |
| 104 | Bangladesz                   | 2017-02-27          |                                                                                            | |
| 105 | Barbados                     | 2018-02-15          |                                                                                            | |
| 106 | Izrael                       | 2020-09-04          |                                                                                            | |
| 107 | Kenia                        | 2025-03-26          |                                                                                            | |
| 108 | Sudan                        | 2025-04-12          |                                                                                            | |

### Państwa nieuznawane i terytoria stowarzyszone
|   | Państwo                    | Data uznania Kosowa | Status wzajemnych stosunków dyplomatycznych | Ważniejsze członkostwa międzynarodowe |
| - | -------------------------- | ------------------- | --- | ------------------------------------- |
| 1 | Republika Chińska (Tajwan) | 2008-02-18          | Utrzymuje stosunki dyplomatyczne z 14 państwami. Kosowo nie odwzajemniło uznania, ponieważ ubiega się ono o uznanie ze strony Chińskiej Republiki Ludowej |                                       |
| 2 | Zakon Maltański            | 2009                | |                                       |
| 3 | Wyspy Cooka                | 2015-05-18          | |                                       |
| 4 | Niue                       | 2015-06-23          | |                                       |